# Jezioro Lubowidzkie
Jezioro Lubowidzkie (kaszb. Jezoro Lëbòwidzczé) – przepływowe jezioro wytopiskowe na obszarze Pradoliny Redy-Łeby w powiecie lęborskim województwa pomorskiego. Charakteryzuje się rozwiniętą i zalesioną linią brzegową przechodzącą w pradolinne terasy. 

Wschodni i część południowego brzegu jeziora należy do powiatu wejherowskiego i stanowi zarazem granicę między powiatem lęborskim i wejherowskim. Jezioro spełnia przede wszystkim funkcje rekreacyjno-turystyczne dla mieszkańców położonego na zachodzie Lęborka (kąpielisko sezonowe). 
Ogólna powierzchnia: 158,2 ha, maksymalna głębokość: 15,6 m. 
Nazwa jeziora pochodzi od staropolskiego imienia Lubowid.
Nad wschodnim brzegiem jeziora od stycznia do marca 1945 roku przetrzymywano w barakach więźniarki narodowości żydowskiej obozu koncentracyjnego Stutthof. Zginęło lub zmarło 40 osób.

Nazwa Jezioro Lubowidzkie funkcjonuje od 1949 roku, kiedy to została zmieniona z poprzedniej niemieckiej nazwy Luggewieser See.
Przez jezioro przepływa Węgorza dopływ rzeki Łeby. Jezioro Lubowidzkie połączone jest 500 m kanałem z Jeziorem Lubowidzkim Małym.